# Sibine permessa
Sibine permessa är en fjärilsart som beskrevs av Dyar 1935. Sibine permessa ingår i släktet Sibine och familjen snigelspinnare. Inga underarter finns listade i Catalogue of Life.